# Signe Hornborgová
Signe Ida Katarina Hornborgová (8. listopadu 1862 Turku – 6. prosince 1916 Helsinky) byla finská architektka. Po obdržení diplomu z architektury v roce 1890 se stala první oficiální architektkou na světě.

## Životopis

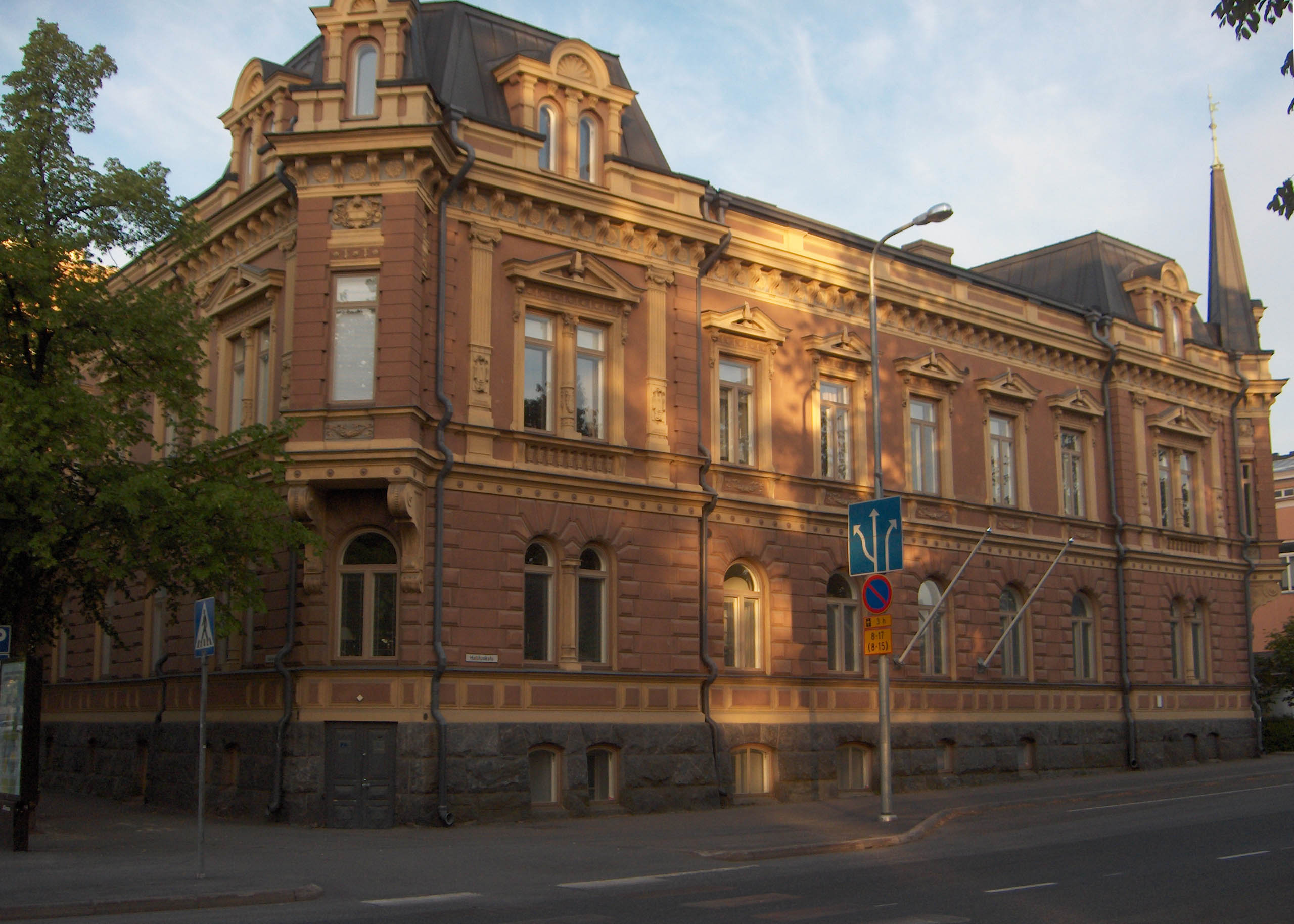
Signelinna v Pori

Vyrůstala jako páté ze sedmi dětí v rodině Hildy Thomé a Anderse Johana Hornborga, pokrokového luteránského biskupa z Porvoo. Hornborgová navštěvovala od jara 1888 Vysokou školu umění, designu a architektury v Helsinkách, kde promovala v roce 1890. Studium architektury absolvovala na základě zvláštního povolení, protože studentky nebyly na školu přijímány. Poté, co se nejprve pustila do aktivní spolupráce s Eliou Heikelem, nastoupila do agentury Larse Soncka.
Jedním z jejích nejvýznamnějších děl je Signelinna (známá také jako Nerwanderin talo nebo Nerwanderův dům) v Pori (1892). Navrhla také vnější fasádu bytového domu na Sepänkatu 1 (1897) v Helsinkách, protože v době, kdy byla architektura mužskou profesí, se nepovažovalo za správné, aby ženy navrhovaly celé budovy.
Hornborgová, pracující ve stylu národního romantismu, se podílela také na návrhu budovy hasičského sboru v Hamině, za který nevyžadovala žádný honorář. Pracovala také na obecních budovách, jako je chudobinec pro děti v Helsinkách, který nechala postavit filantropka Fanny Palmén (zbořen). Zničení obytného domu na Sepänkatu (švédsky Smedsgatan) 1 v Helsinkách (1897), jehož demolice proběhla na sklonku 60. let 20. století, je dodnes považováno za velký architektonický skandál.